# Faros xenón

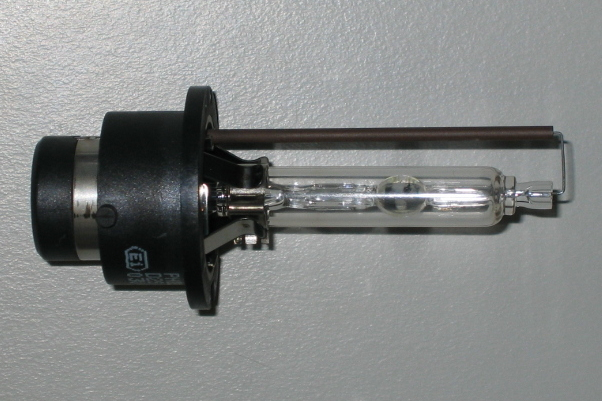
Lámpara xenón tipo D2S averiada.

El término faros xenón o luces xenón en automóviles hace referencia al uso de una lámpara de descarga de gas en lugar de una lámpara halógena para las luces delanteras cortas o largas. La denominación Faros xenón es algo confusa, pues se trata de una lámpara de plasma con vapor de mercurio a alta presión, para la que el relleno de xenón solo juega un papel para el encendido inicial.
Un arco eléctrico arde entre dos electrodos de wolframio de la lámpara de descarga de gas de xenón. El extremadamente pequeño espacio para arder – una ampolla de cristal de cuarzo – contiene un relleno de gas xenón a alta presión así como mercurio y sales metálicas – en total menos de 1 mg. Para el encendido se precisa de un impulso de alta tensión, que lo crea por medio de un balasto electrónico. Este dispositivo se encarga acto seguido del control de intensidad de la luz.

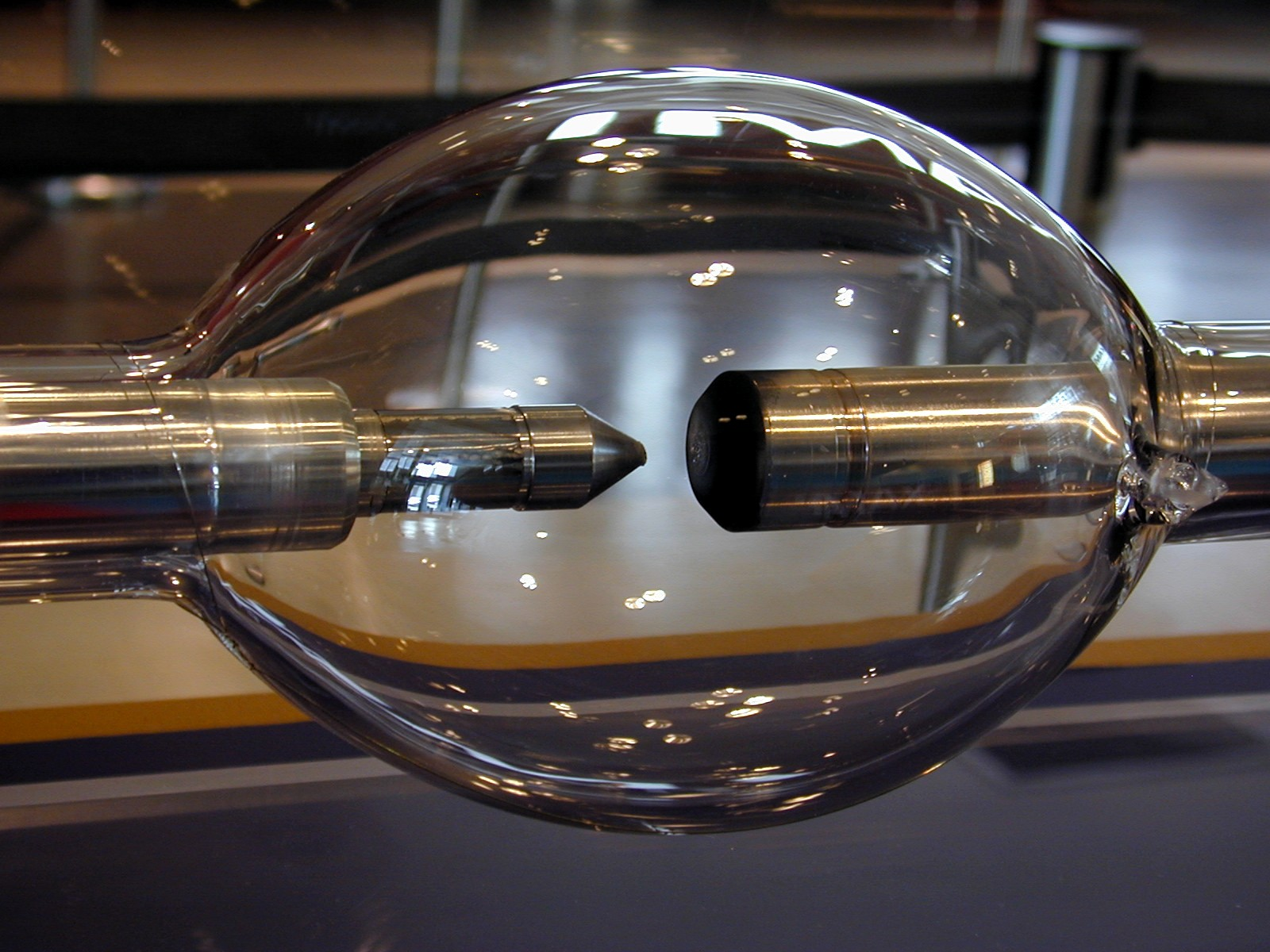
Lámpara de 15 kW de xenón usada en proyectores IMAX.

Desde 1991 se utiliza la lámpara de descarga de gas en el sector del automóvil: fue introducido por primera vez en un BMW Serie 7 a cargo de la empresa Osram, inicialmente solo para las luces cortas y desde 2001 también para las luces de larga distancia en lo que se denominan faros bi-xenón. En estos últimos se utiliza la misma lámpara para las luces bajas y altas. Para alterar el alcance se utiliza una cubierta mecánica que se antepone al rayo de luz.
También existen faros xenón dobles en los que no se utiliza ninguna cubierta, sino que cuentan con dos combustionadores independientes así como con lentes o reflectores propios y dos balastos por faro. 
Debido al hecho de que las luces xenón son lámparas con descarga por gas, no se pueden reconocer las lámparas defectuosas en un filamento quemado, sino comprobando que se funde la lámpara interior, que está rellena de gas xenón.